# Charles Van Den Bussche
Charles Félix François Marie Joseph Van Den Bussche (Antuérpia, 18 de outubro de 1876 — 9 de outubro de 1958) foi um velejador belga, medalhista olímpico. Ele competiu nos Jogos Olímpicos de Verão de 1920 na classe 6 Metre e conquistou a medalha de prata na disputa realizada segundo as regras de 1919 a bordo do Tan-Fe-Pah com Léon Huybrechts e John Klotz.
Van Den Bussche era um comerciante de vinhos. Em 1922, sua empresa Vanden Bussche & Fils comprou o Château Saint-Pierre em Bordeaux, incluindo sua vinícola.